# Erwin Hinz
Erwin Hinz (* 1917; † 1. Juli 2011 in Magdeburg) war ein evangelischer Theologe, Soziologe und kirchlicher Akademie-Lehrer.

## Leben
Hinz studierte nach Erlangung der Hochschulreife an der Friedrich-Schiller-Universität Jena Evangelische Theologie und Soziologie. Mit einem soziologischen Thema wurde er zum Doktor der Philosophie promoviert. Weil ihm die akademische Laufbahn an der Universität nach eigenem Bekunden in der DDR versagt wurde, betätigte er sich in der Evangelischen Akademie der Kirchenprovinz Sachsen als Studienleiter. Er vertrat verschiedentlich die Evangelischen Kirchen in der DDR auf internationalen Konferenzen des Ökumenischen Weltrates der Kirchen; Mitarbeit in der Evangelischen Forschungsakademie und bei den Berliner Bibelwochen (für Akademiker); ab 1961 hauptberuflich Beauftragter der Evangelischen Kirche der Union (EKU) für die Arbeitsgemeinschaft Soziologie und Theologie (AST); 1964 Mitglied der provinzsächsischen Kirchenleitung. 
Bei seiner Auszeichnung mit dem Bundesverdienstkreuz erklärte Ministerpräsident Wolfgang Böhmer,

„… er habe zur Stärkung kritischen Denkens und Förderung von Zivilcourage beigetragen. Durch seine Vortrags- und Studientätigkeit habe er vielen Christen den Zugang zu empirischen Methoden der Soziologie, die von SED-Ideologen strikt abgelehnt wurden, eröffnet. Dies habe dazu beigetragen, die ideologischen Formeln des DDR-Apparates kritisch zu hinterfragen […] Er habe sich zudem für die Verständigung der Menschen zwischen Ost- und Westdeutschland im Rahmen der „Berliner Bibelwochen“ eingesetzt und an der Bewahrung des gesamtdeutschen Bewusstseins mitgewirkt. Somit habe Dr. Hinz bereits vor der friedlichen Revolution Einfluss auf die Herausbildung eigenständiger politischer Urteilsfähigkeit in der evangelischen Kirche und darüber hinaus genommen.“

Hinz war Mitglied der Christlichen Friedenskonferenz, an deren IV. Allchristlicher Friedensversammlung er 1978 in Prag teilnahm.

## Schriften (Auswahl)
- Die Geburt des neuen Menschen. Stimme-Verlag, Frankfurt a. M. 1966
- Begriff und Rolle der Person in der modernen Gesellschaft. Wichern-Verlag, Berlin-Friedenau 1962
- Die wichtigsten geschichtsphilosophischen Strömungen in Deutschland in der zweiten Hälfte des 18. Jahrhunderts. o. O., [1953]

## Ehrungen
- 2009 Verdienstkreuz 1. Klasse